# Новый Моквин
Новый Моквин (укр. Новий Моквин) — село в Березновской городской общине Ровненского района Ровненской области Украины.
До 2020 года входило в Березновский район.
Население по переписи 2001 года составляло 606 человек. Почтовый индекс — 34635. Телефонный код — 3653. Код КОАТУУ — 5620487020.